# Leyhörn (Naturschutzgebiet)
Die Leyhörn ist ein Naturschutzgebiet auf der bis 1991 im Zuge von Küstenschutzmaßnahmen entstanden gleichnamigen Halbinsel im Süden der Leybucht in der niedersächsischen Gemeinde Krummhörn im Landkreis Aurich.
Das Naturschutzgebiet mit dem Kennzeichen NSG WE 220 ist 646 Hektar groß. Zu einem großen Teil ist das Naturschutzgebiet Bestandteil des EU-Vogelschutzgebietes „Krummhörn“. Nach Süden und Südosten grenzt es teilweise an das Landschaftsschutzgebiet „Krummhörn“. Das Gebiet steht seit dem 3. Dezember 1994 unter Naturschutz. Zuständige untere Naturschutzbehörde ist der Landkreis Aurich.
Das Naturschutzgebiet nordwestlich von Greetsiel umfasst die gesamte Landzunge mit dem darin liegenden Speicherbecken Leyhörn, dem Leyhörner Sieltief und dem Leysiel, sowie die Teiche bei Hauen. Letztere sind auf einer Fläche von circa 65 Hektar vorher landwirtschaftlich genutzter Fläche durch Kleientnahme für den Deichbau entstanden und anschließend naturnah gestaltet worden. Das Naturschutzgebiet grenzt östlich des Leysiels direkt an die Ruhezone (Zone I) des Nationalparks Niedersächsisches Wattenmeer. Westlich des Leysiels ist der Deich aus dem Naturschutzgebiet ausgenommen. Für ihn gelten jedoch bestimmte Schutzvorschriften.
Das Gebiet des Naturschutzgebietes ist nach der Mitte der 1980er Jahre durch Eindeichungsmaßnahmen entstanden, nachdem ab Mitte der 1960er Jahre angesichts von Flutkatastrophen in den Niederlanden und Hamburg zum Küstenschutz noch die gesamte Leybucht eingedeicht und die Deichlinie so deutlich verkürzt werden sollte.
Im Schutzgebiet findet sich neben den Wasser- und Schlickflächen ausgedehnte Röhrichte, Hochstaudenfluren und Grünlandbereiche. An den Teichen bei Hauen sind ebenfalls ausgedehnte Röhrichtflächen zu finden.
Das Naturschutzgebiet hat als Brut- und Rastgebiet für Vögel internationale Bedeutung. So rasten hier beispielsweise Nonnen- und Ringelgänse. Die Leyhörn ist u. a. Lebensraum für Austernfischer, Löffler und Säbelschnäbler.
Am Rand des Schutzgebietes befinden sich eine Vogel-Beobachtungshütte und ein Infowagen des Naturschutzbundes Deutschland. Die Beobachtungshütte ist barrierefrei zugänglich. Vom Infowagen aus werden Führungen in das Naturschutzgebiet angeboten, das ansonsten nicht betreten werden darf. Vom Hafen Greetsiel aus werden Kutterfahrten in das Naturschutzgebiet angeboten. Die Abgelegenheit von Leysiel wird seit 2000 vom Landesverband der Imker Weser-Ems und dem Landesverband Buckfastimker Bayern, für die kontrollierte Anpaarung von Bienenköniginnen genutzt.